# Blatná dolina (Wielka Fatra)

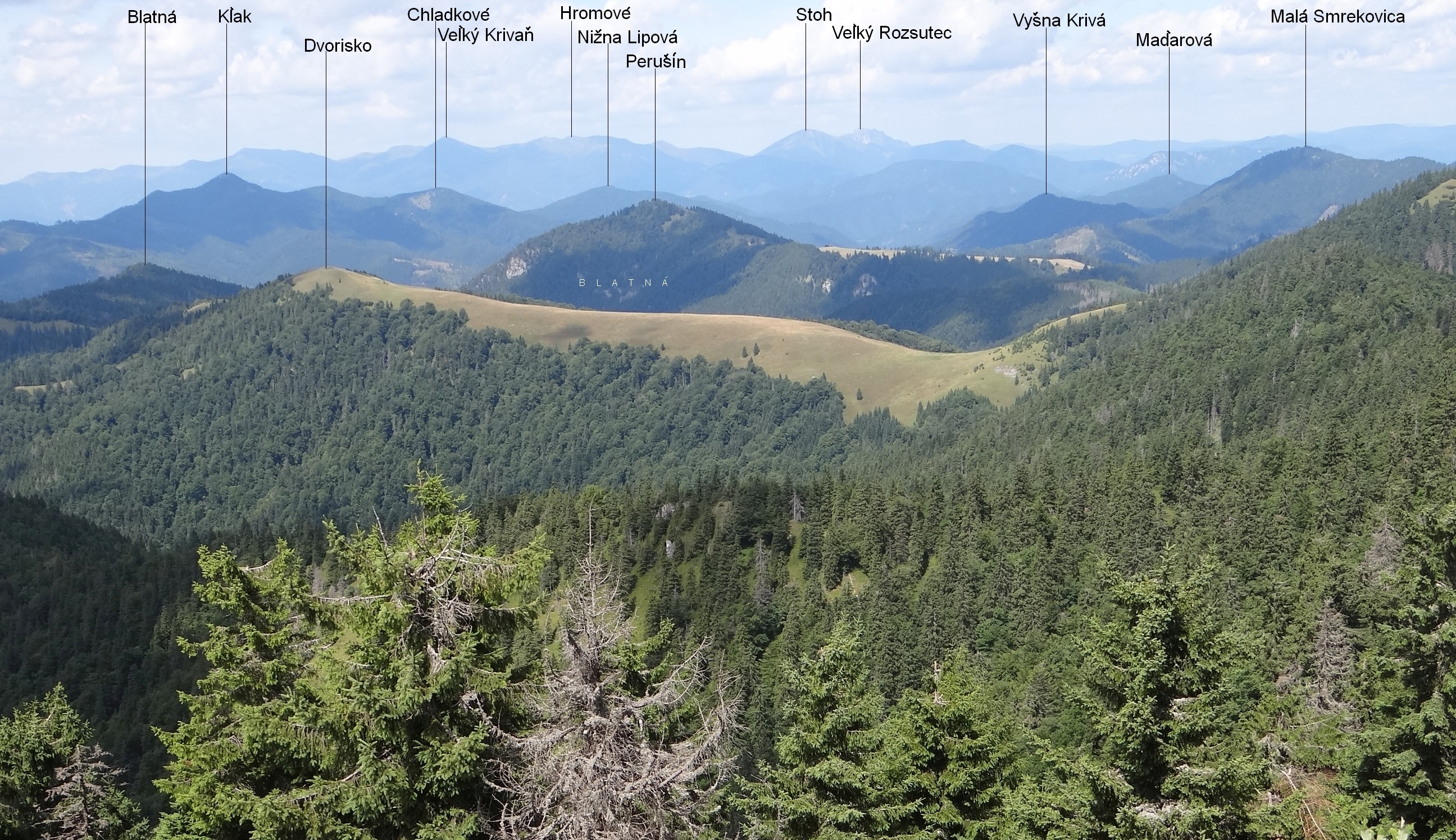
Dolina Blatna po lewej stronie szczytu Perušín

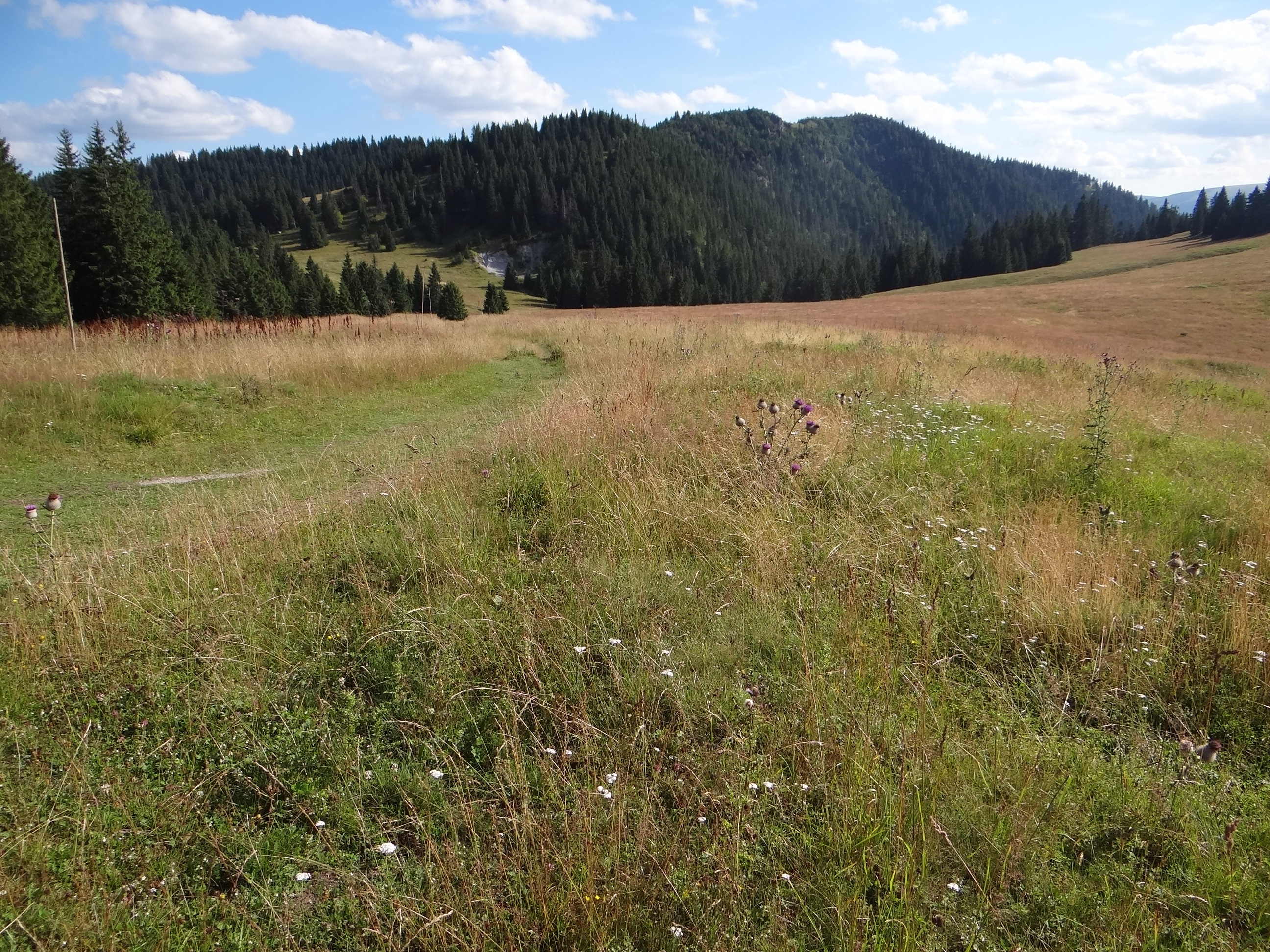
Lesisty szczyt Skalnej Alpy i najwyższa część Blatnej doliny

Blatná dolina – dolina będąca prawym odgałęzieniem Ľubochnianskiej doliny (Ľubochnianska dolina) w Wielkiej Fatrze na Słowacji. Górą podchodzi pod główną grań tzw. liptowskiej gałęzi Wielkiej Fatry na odcinku od północnego szczytu Malej Smrekovicy (1465 m) po Skalną Alpę (1463 m). Jej lewe zbocza tworzy północno-zachodni grzbiet Skalnej Alpy z wielką halą Dvorisko i szczytem Tmavá, prawe zachodni grzbiet Malej Smrekovicy ze szczytami Rumbáre i Perušín. 
Górą dolina rozgałęzia się na dwie odnogi oddzielone krótkim grzbietem odchodzącym od południowego szczytu Malej Smrekovicy. W miejscu połączenia się tych odnóg znajduje się duże Hradené jazero Blatné. Poniżej niego dolina opada w kierunku północno-zachodnim i uchodzi do Ľubochnianskiej doliny na wysokości około 660 m. W miejscu ujścia znajduje się leśniczówka Blatná i rozdroże szlaków turystycznych (Blatná, horáreň).
Dolina wyżłobiona jest w skałach wapiennych. Jest niemal całkowicie porośnięta lasem z licznymi skalnymi wychodniami. Bezleśny, pokryty halami jest tylko niewielki fragment jej najwyższych zboczy pod południowym szczytem Malej Smrekovicy (przy wojskowym ośrodku wypoczynkowym). Dnem doliny spływa potok Blatná, a jej prawym odgałęzieniem potok Krivá. Wzdłuż potoku prowadzi szlak turystyczny. Dolina znajduje się w obrębie Parku Narodowego Wielka Fatra, ponadto dużą część jej zboczy objęto dodatkową ochroną – utworzono na nich trzy rezerwaty przyrody: Kundračka, Blatné i Skalná Alpa.

## Szlaki turystyczne
Blatná, horareň – Blatná dolina – Malá Smrekovica. Odległość 6,3 km, suma podejść 730 m, suma zejść 55 m, czas przejścia: 2.25 h (z powrotem  1,45 h).